# Mariä Himmelfahrt und St. Ägidius (Altbessingen)

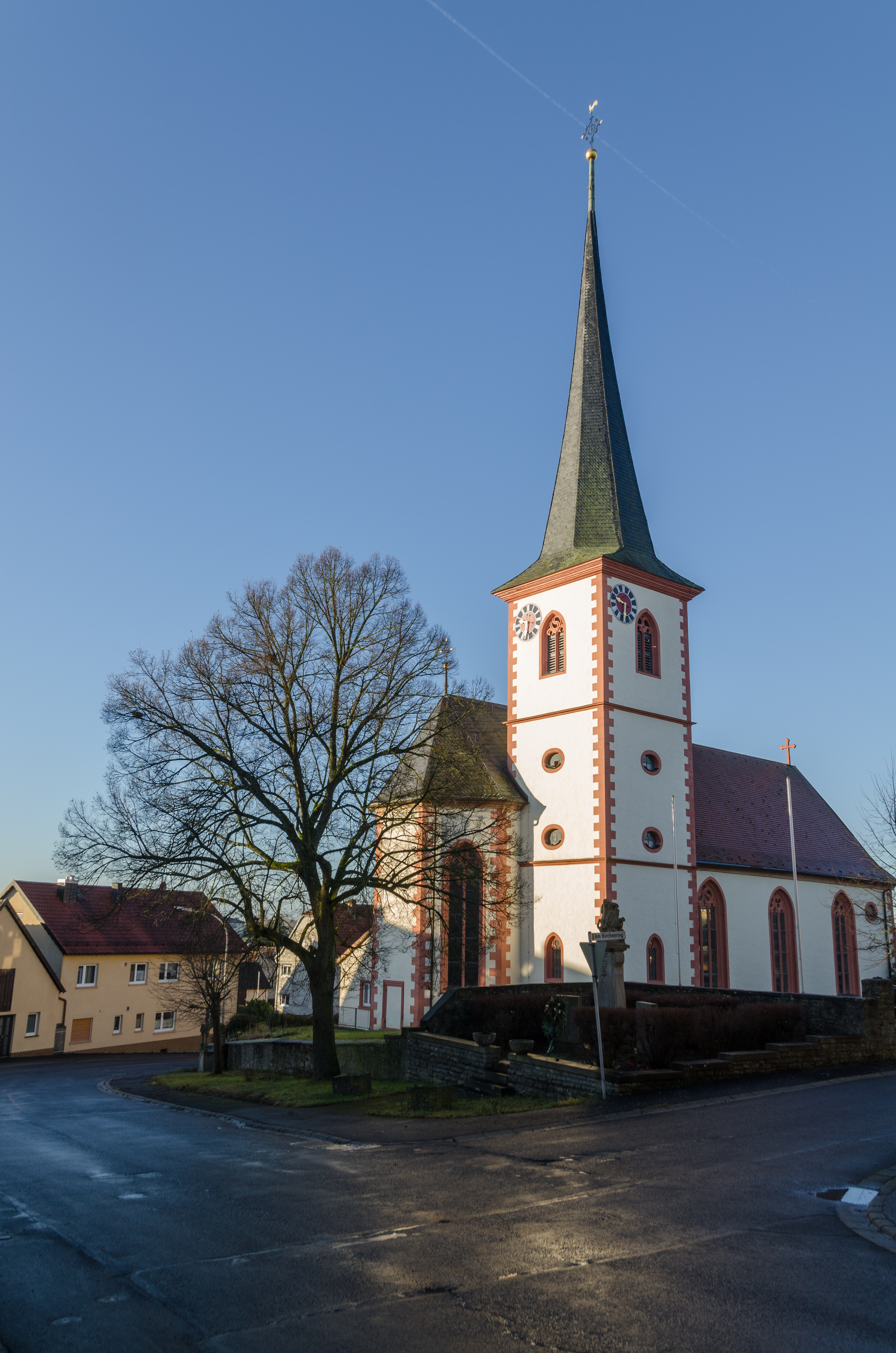
Mariä Himmelfahrt und St. Ägidius (Altbessingen)

Die römisch-katholische, denkmalgeschützte Pfarrkirche Mariä Himmelfahrt und St. Ägidius steht im Gemeindeteil Altbessingen der Stadt Arnstein im Landkreis Main-Spessart (Unterfranken, Bayern). Das Bauwerk ist unter der Denkmalnummer D-6-77-114-85 als Baudenkmal in die Bayerische Denkmalliste eingetragen. Die Kirche gehört zur Pfarreiengemeinschaft Um Maria Sondheim im Bistum Würzburg.

## Beschreibung
Die nachgotische Saalkirche wurde von 1614 bis 1617 erbaut, nachdem der 1317 errichtete Vorgängerbau um 1600 ziemlich baufällig geworden war. An das mit einem Satteldach bedeckte und mit Maßwerkfenstern versehene Langhaus schließt sich im Osten ein eingezogener, dreiseitig abgeschlossener Chor an.
Bei der Kirchenausstattung sind neben den Altären die Kreuzwegstationen von Johann Peter Herrlein erwähnenswert.

### Orgel
Die Orgel mit 14 Registern, einem Manual und einem Pedal hat 1758 Johann Adam Höffner gebaut. Sie wurde 1980 von Horst Hoffmann restauriert.

### Turm und Glocken
Der mit einem achtseitigen spitzen schiefergedeckten Helm bedeckte quadratische Chorflankenturm steht als Julius-Echter-Turm in der Nordostecke von Langhaus und Chor. Sein oberstes Geschoss beherbergt die Turmuhr und hinter den als Biforien gestalteten Klangarkaden den Glockenstuhl, in dem vier Kirchenglocken hängen.
| Glocke | Name          | Schlagton | Gewicht | Durchmesser | Gießer                         | Gussjahr |
| ------ | ------------- | --------- | ------- | ----------- | ------------------------------ | -------- |
| 1      | Hosannaglocke | d′        | 1650 kg | 138 cm      | Glockengießerei Otto           | 1955     |
| 2      | Marienglocke  | f′        | 0975 kg | 116 cm      | Glockengießerei Otto           | 1954     |
| 3      | Josefsglocke  | g′        | 0675 kg | 104 cm      | Glockengießerei Otto           | 1954     |
| 4      | Ägidiusglocke | b′        | 0457 kg | 093 cm      | Glockengießerei Gebrüder Klaus | 1928     |